# Liste der Patriarchen von Jerusalem der Armenischen Apostolischen Kirche
Die folgenden Personen waren bzw. sind Bischöfe, Erzbischöfe und Patriarchen des heutigen armenisch-apostolischen Patriarchats von Jerusalem:
- Abraham (638–669)
- Krikor Yedessatzi (669–696)
- Kevork (696–708)
- Megrditsch (708–730)
- Johannes (730–758)
- Stepanos (758–774)
- Yeghia (774–797)
- Abraham (885–909)
- Krikor (981–1006)
- Arsen (1006–1038)
- Mesrob (1008)
- Simeon (1090–1109)
- Movses (1109–1133)
- Esayi (1133–1152)
- Sahag (1152–1180)
- Abraham von Jerusalem (1180–1191)
- Minas (1191–1205)
- Abraham (1215–1218)
- Arakel (1218–1230)
- Johannes von Karin (Erzerum) (1230–1238)
- Garabed von Jerusalem (1238–1254)
- Hagopos (1254–1281)
- Sarkis (1281–1313)
- Asdvadzadur (1313–1316)
- David I., „Bischof von Jerusalem“[1] (1316–1321)
- Boghos (oder auch Bedros) (1321–1323)
- Vartan Areveltzi (1323–1332)
- Johannes Jocelyne (1332–1341)
- Parsegh (1341–1356)
- Garabed (1349)
- Krikor (1356–1363)
  - Giragos (Koadjutor)
- Mgrditsch (1363–1378)
- Johannes Lehatzi (von Polen) (1378–1386)
- Krikor IV. von Ägypten (1386–1391)
- Esayee (1391–1394)
- Sarkis II. (1394–1415)
  - Mardiros (Koadjutor)(1399)
  - Mesrob (Koadjutor)(1402)
- Boghos Karnetzi, später Katholikos (1415–1419)
- Mardiros von Ägypten (1419–1430)
  - Minas (Koadjutor)(1426)
- Esayi (1430–1431)
- Johannes (1431–1441)
- Muron (1436–1437)
- Abraham Missirtzi (1441–1454)
- Mesrob (1454–1461)
- Bedros (1461–1476)
- Mgrditsch Elovtzi (1476–1479)
- Abraham Periatzi (1497–1485)
- Johannes Mssirtzi (1485–1491)
- Mardiros Brusatzi (Martiros Prusac'i) (1491–1501), zuvor Bischof von Bursa
- Bedros (1501–1507)
- Sarkis (1507–1517)
- Johannes (1517–1522)
- Theodor (Asdvadzadur Merdintzi) (1532–1542)
- Pilibos (1542–1550)
- Theodor (Asdvadzadur Merdintzi) (1550–1551), erneut
- Antreas von Mardin (1551–1583)
- David II. von Mardin (1583–1613)
- Krikor Kantzagehtzi (1613–1645)
- Theodor (Asdvadzadur Daronetzi) (1645–1664)
  - Eghiazar von Aintab (1664–1665), „Patriarch von Jerusalem und Katholikos aller Armenier des Osmanenreichs“, zuvor Armenischer Patriarch von Konstantinopel
- Theodor (Asdvadzadur Daronetzi) (1665–1666), erneut
- Eghiasar von Aintab (1666–1668)
- Theodor (Asdvadzadur) (1668–1670)
- Eghiasar von Aintab (1670–1677 [1682]), erneut; 1681/2–†1691 Katholikos in Etschmiadsin
- Mardiros aus Kaffa (1677–1680)
- Johannes Amasiatzi (Topal) (1680)
- Mardiros aus Kaffa (1681–†1683), erneut
- Lay (locum tenens) (1683–1684)
- Johannes G. Bolsetzi (1684–1697)
- Simeon (Koadjutor) (1688–1691)
- Minas Hamtetzi (1697–1702 [abgesetzt]. 1703-†1704)[2]
- 1704-1715 unter Verwaltung des Armenischen Patriarchats von Konstantinopel
  - Kalusd Zeytuntsi (Gaydzagn) (zunächst Koadjutor)
  - Krikor (Bidzag) (Koadjutor) (1704–15), auch Armenischer Patriarch von Konstantinopel
- Krikor (VI.) VII. Shirvantzi aus Shirwan (der „Kettenträger“) (1715[1717]–1749)[2], 1721-†1749 in Jerusalem
  - Hanna von Jerusalem, Patriarchalvikar 1717-†1733
- Hagop II. Nalian Zimmaratzi (1749–1752), auch Armenischer Patriarch von Konstantinopel[2]
- Teodoros Chorenatzi in Taron (1752–1761)[2]
- Garabed II. (Tandtschagetzi) aus Gandzak (1761–1768)[2]
- Boghos III. aus Van (1768–1775)[2]
- Hovhannes (Johannes) Kanapertzi (1775–1793)[2]
- Bedros III. aus Tokat (1793–1800)[2]
- Teodoros II. aus Van (1800–1818)[2]
- Kapriel von Nikomedien (1818–1840)[2]
- Boghos Adrianubolsetzi (1824–1847)
- Zakaria Kopetzi (1840–1846)[2]
- Giragos Mnatzakanian von Jerusalem (1846–1850)[2]

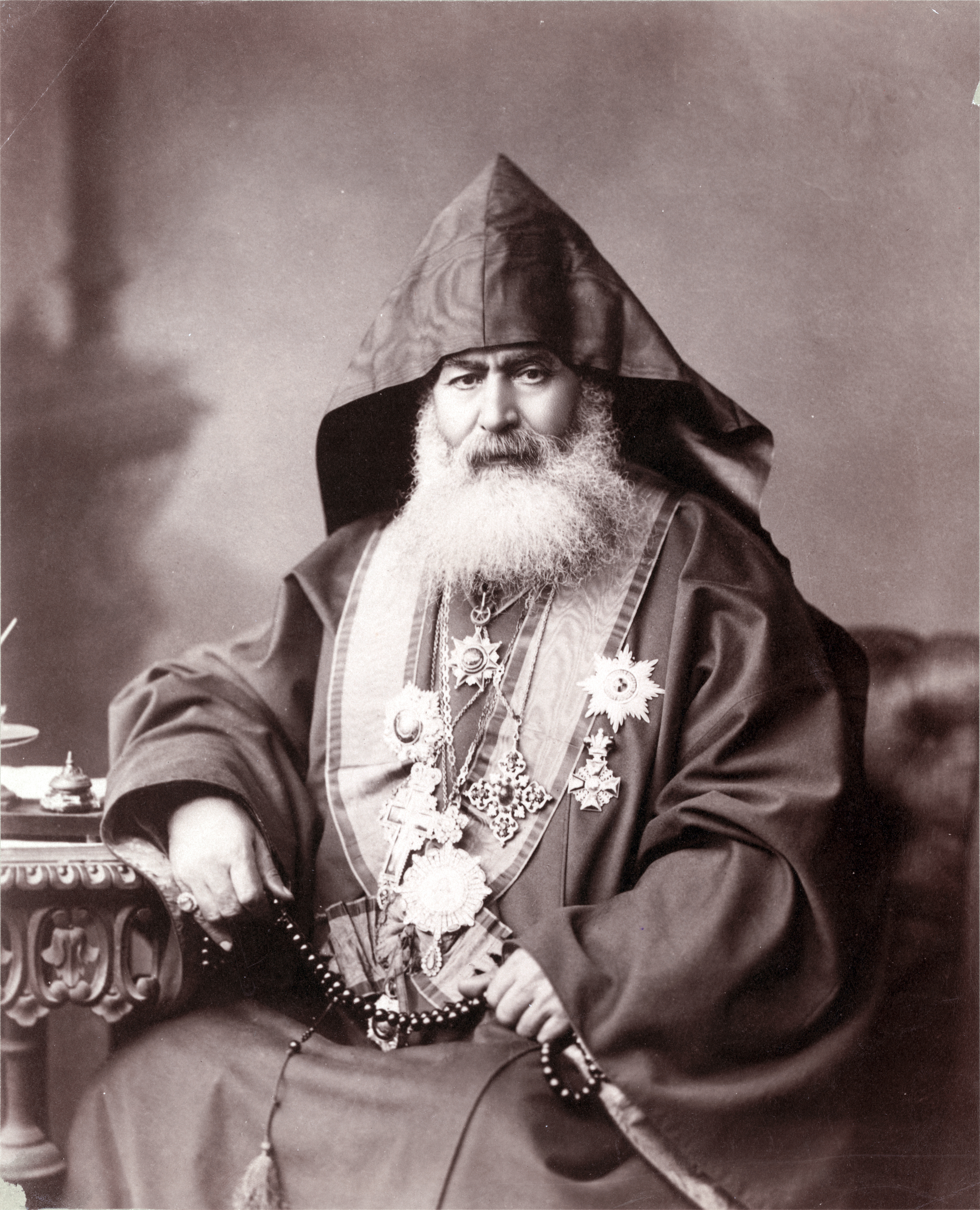
Patriarch Harutiun Vehabedian, um 1900

- Johannes X. Movsessian von Smyrna (1850–1860)[2]
- Vertanes (Locum Tenens) (1860–1864)
- Esayi von Talas (1864–1885)[2]
- Yeremya Der Sahagian (1885–1889)
- Harutiun Vehabedian ([1885] 1889–†1910), 1885–1888 armenischer Patriarch von Konstantinopel[2]
- 1910–1921 Sedisvakanz
  - Taniel Hagopian (Locum tenens, 1909–1913)
  - Malachia Ormanian (Locum tenens, 1914–1916); zuvor 1896–1908 armenischer Patriarch von Konstantinopel
  - 1916–1917 Sahag Khabayan, „Katholikos-Patriarch Aller Armenier des Osmanenreichs“
- Yeghische Tourian (1921–1929), zuvor 1909 bis 1911 armenischer Patriarch von Konstantinopel[2]
- Torkom I. Koushagian (1929–1939)[2]
- Mesrob III. Nishanian (1939–1944)[2]
- Guregh II. Israelian (1944–1949)[2]
- 1949–1960 Sedisvakanz
- Tiran Nersoyan (1957–1958), am 20. März 1957 gewählt und proklamiert, am 30. August 1958 durch die jordanischen Behörden ausgewiesen, † 1989 in New York
  - Suren Kemhadjian (Locum tenens, 1958–1960)
  - Hayrig Aslanian (Locum tenens, 30. März bis 9. Juni 1960)
- Yeghishe Derderian (1960–1990)[2]
- Torkom Manoogian (1990–2012)[2]
- Nourhan Manougian (2013–)